# Bulevardi Bajram Curri

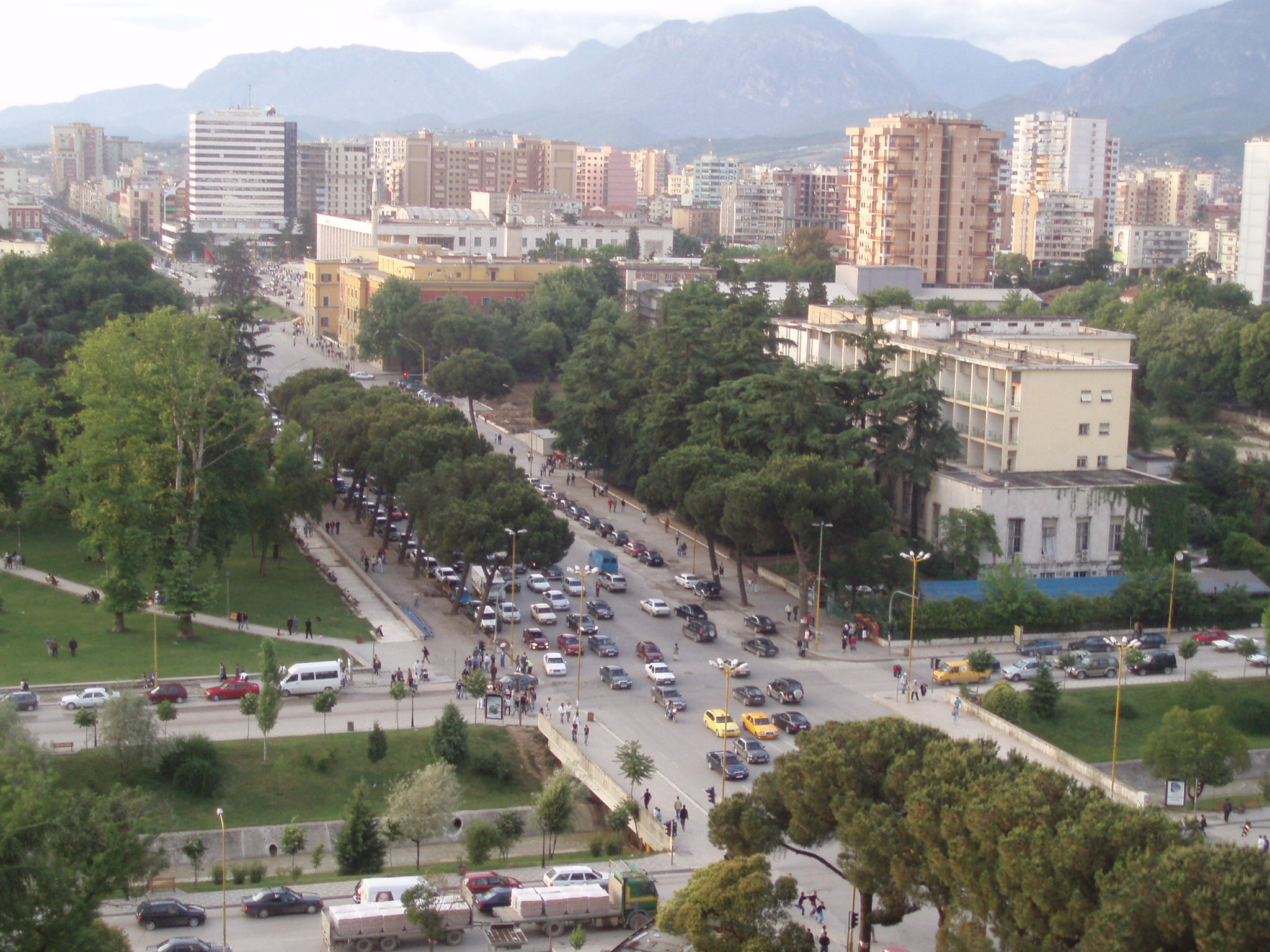
El Bulevardi Bajram Curri cruzando del oeste al este en la parte inferior de la imagen, pasando por la Plaza Skanderbeg.

El bulevardi Bajram Curri es un bulevar importante de la ciudad de Tirana, Albania. Tiene dirección oeste-este y cruza el centro de la ciudad al sur de la Plaza Skanderbeg. En el Parque Rinia se cruza con el Bulevardi Dëshmorët e Kombit, justo al sur de la plaza. Hacia el este se ramifica en la Calle Ali Demi. Antiguamente se llamaba Shqiperia e Re. El bulevar, junto con el Bulevardi Zhan D'Ark, fue reconstruido en 2003.